# Lion Air
PT Lion Mentari Airlines, som flyger under namnet Lion Air, är Indonesiens lågprisflygbolag (efter nationella flygbolaget Garuda Indonesia), med den största marknadsandelen inrikesflyg i Indonesien. Lion Air har sitt högkvarter i Jakarta i Indonesien, och flyger till många städer inom Indonesien och även till Singapore, Vietnam, Malaysia och Saudiarabien, med sammanlagt 56 destinationer. 

## Olyckor
- Den 13 april 2013 var flygbolaget med om en olycka då ett Boeing 737-800 (med registreringsnummer PK-LKS) på väg från Bandung till Denpasar missade landningsbanan under inflygningen till flygplatsen Ngurah Rai på Bali, och havererade i havet precis utanför flygplatsen. Samtliga 101 passagerare och besättningen på 7 man överlevde kraschen.[2]

- Den 29 oktober 2018 störtade Lion Air Flight 610, ett Boeing 737 MAX 8 i havet utanför Java, Indonesien. [3] Samtliga 189 ombord omkom.